# Atyria dichroides
Atyria dichroides là một loài bướm đêm trong họ Geometridae.